# Медузи
Меду́зи (Medusozoa) — підтип вільноплавних морських тварин типу кнідарії, які мають драглисте тіло, що складається з шапки у формі парасолі та тягучих помацків.
До підтипу належать класи Сцифоїдних (понад 200 видів), Ставромедуз (близько 50 видів), Кубомедуз (близько 20 видів) і Гідроїдних (близько 1000—1500 видів).

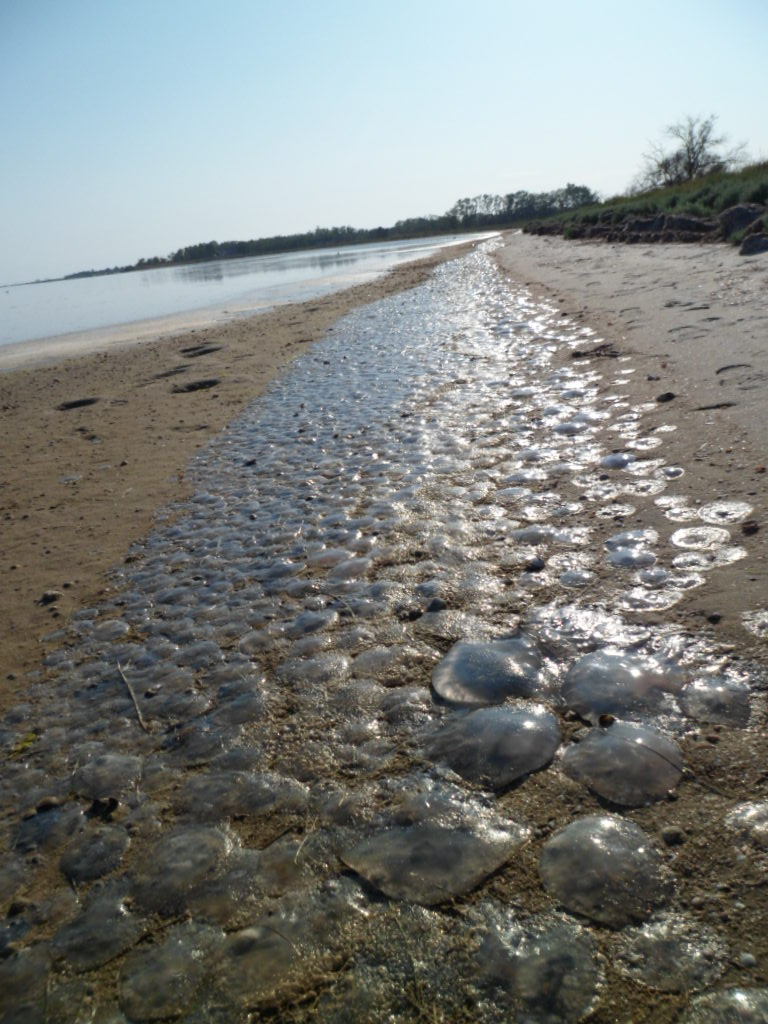
Медузи. Ягорлицька затока.

Дзвоноподібна шапка призначена для пересування скороченням і киданням, а жалкі вусики для захоплення здобичі. Медузи є найпоширеніші представники типу Кнідарій.
Медузи поширені в усіх океанах, від його поверхні до значних глибин. Деякі гідроїдні медузи середовищем свого проживання обрали прісні води. Прісноводна медуза Craspedacusta sowerbii має невеликі розміри (2-2,5 см), безбарвна та не жалка.
Великі, яскраво забарвлені медузи поширені переважно в узбережних ділянках по всьому світу. Вони населяли первісні океани щонайменше 500 мільйонів років, що робить їх одними з найстаріших багатоклітинних тварин.
У ширшому значенні термін «Medusozoa» також використовують щодо членів типу Реброплави[джерело?]. Хоча вони не сильно пов'язані з Кнідаріями, реброплави також вільноплавні планктоноїди, зазвичай прозорі чи напівпрозорі, живуть від зони шельфу до глибоководних ділянок усіх світових океанів.
Однією з найбільших на планеті є медуза Stygiomedusa gigantea. Ареал її проживання поширюється на весь світ, окрім Північного Льодовитого океану. Діаметр дзвоноподібної шапки цього виду досягає 1 метра, а довжина чотирьох щупалець — може перевищувати 10 метрів. Так, згідно повідомлення Live Science, в Антарктиді підводним апаратам вдалося зафіксувати трьох гігантських медуз-фантомів Stygiomedusa gigantea. Науковці підрахували, що довжина однієї з них сягала щонайменше — 10 метрів.

## Назва
В українській мові для цих тварин раніше використовували також назви морське́ се́рце, водяне́ серце або просто серце

## Медузи Геккеля
Медузи, проілюстровані німецьким біологом Ернстом Геккелем:

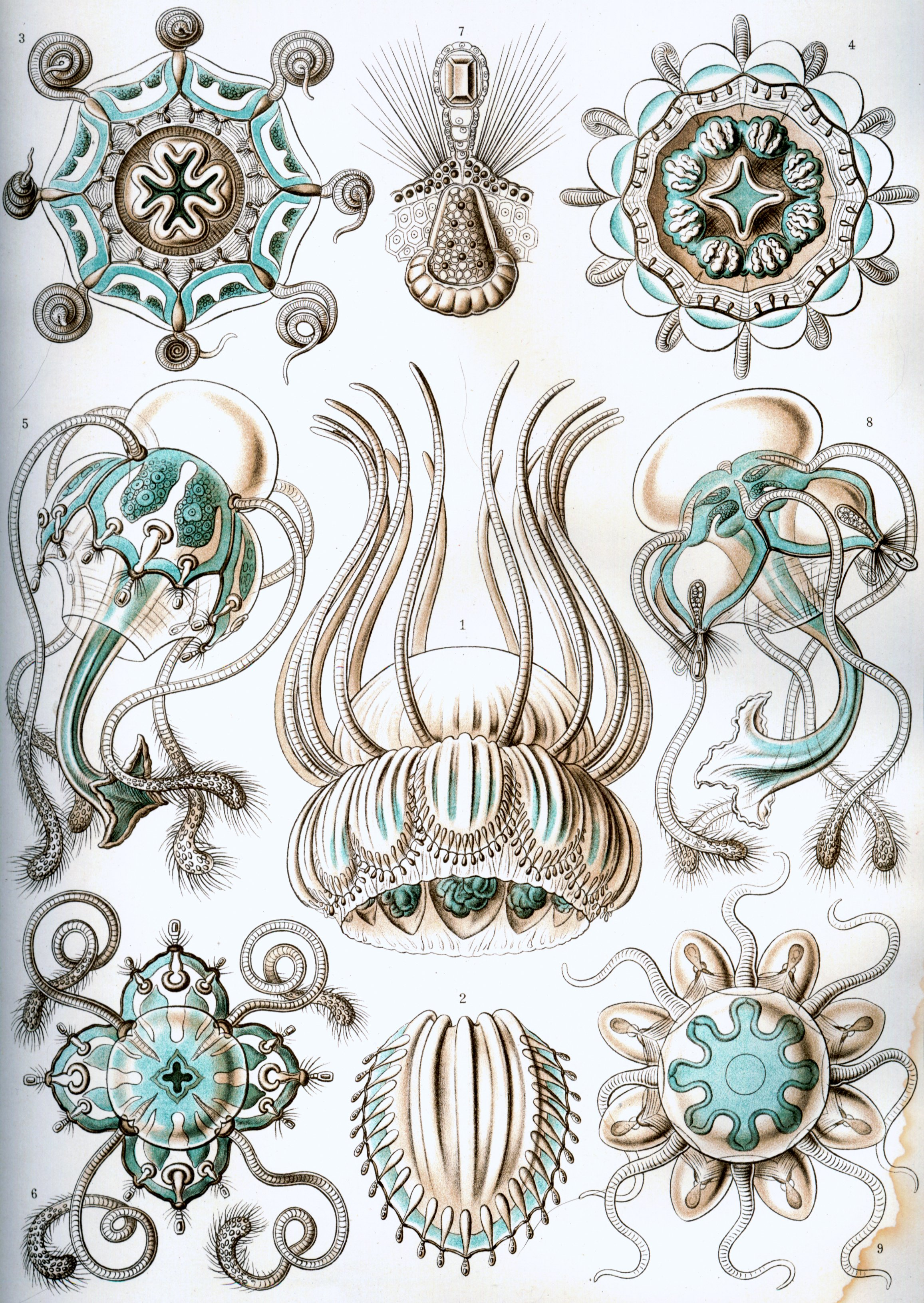
Наркомедузи
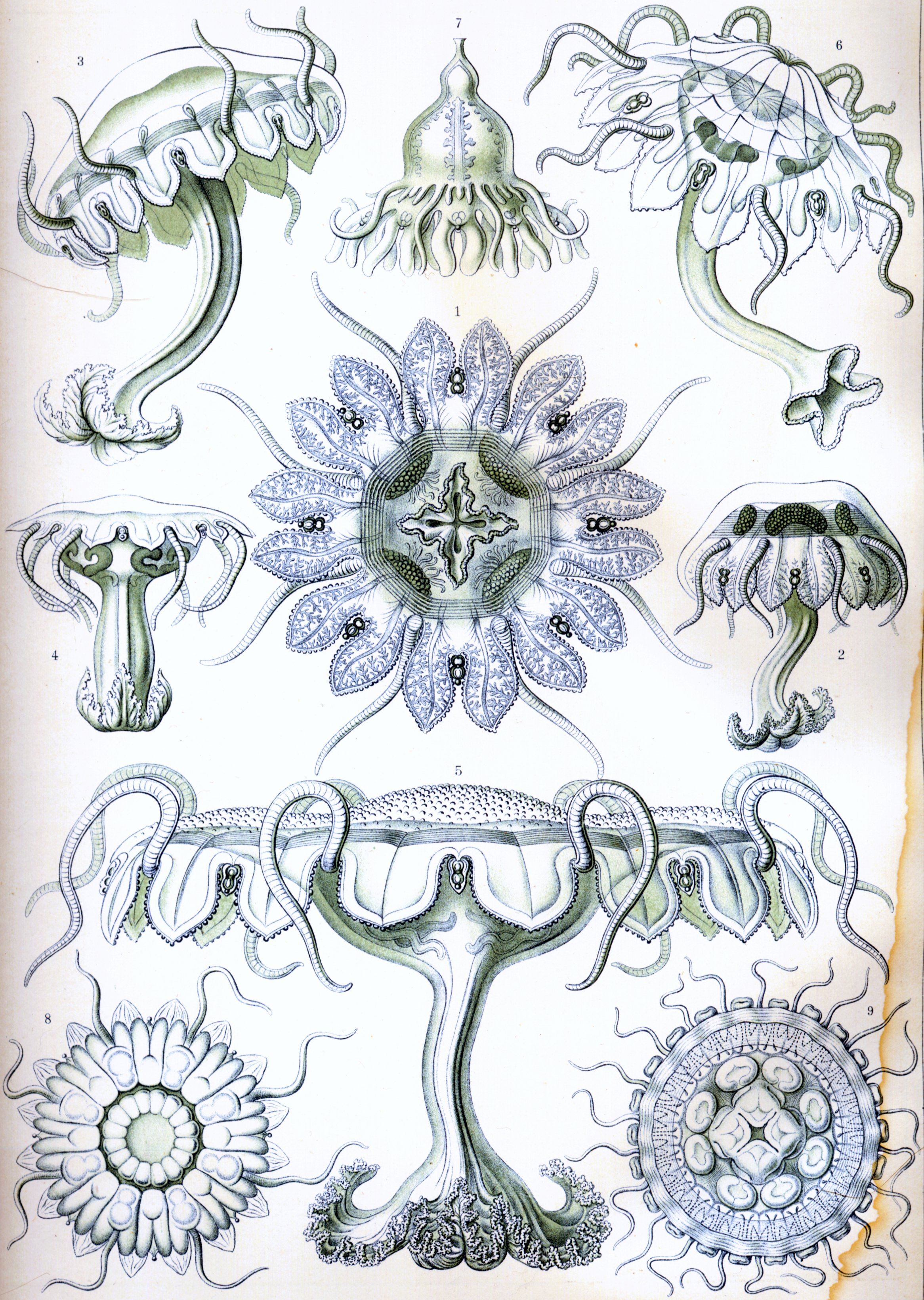
Дискомедузи
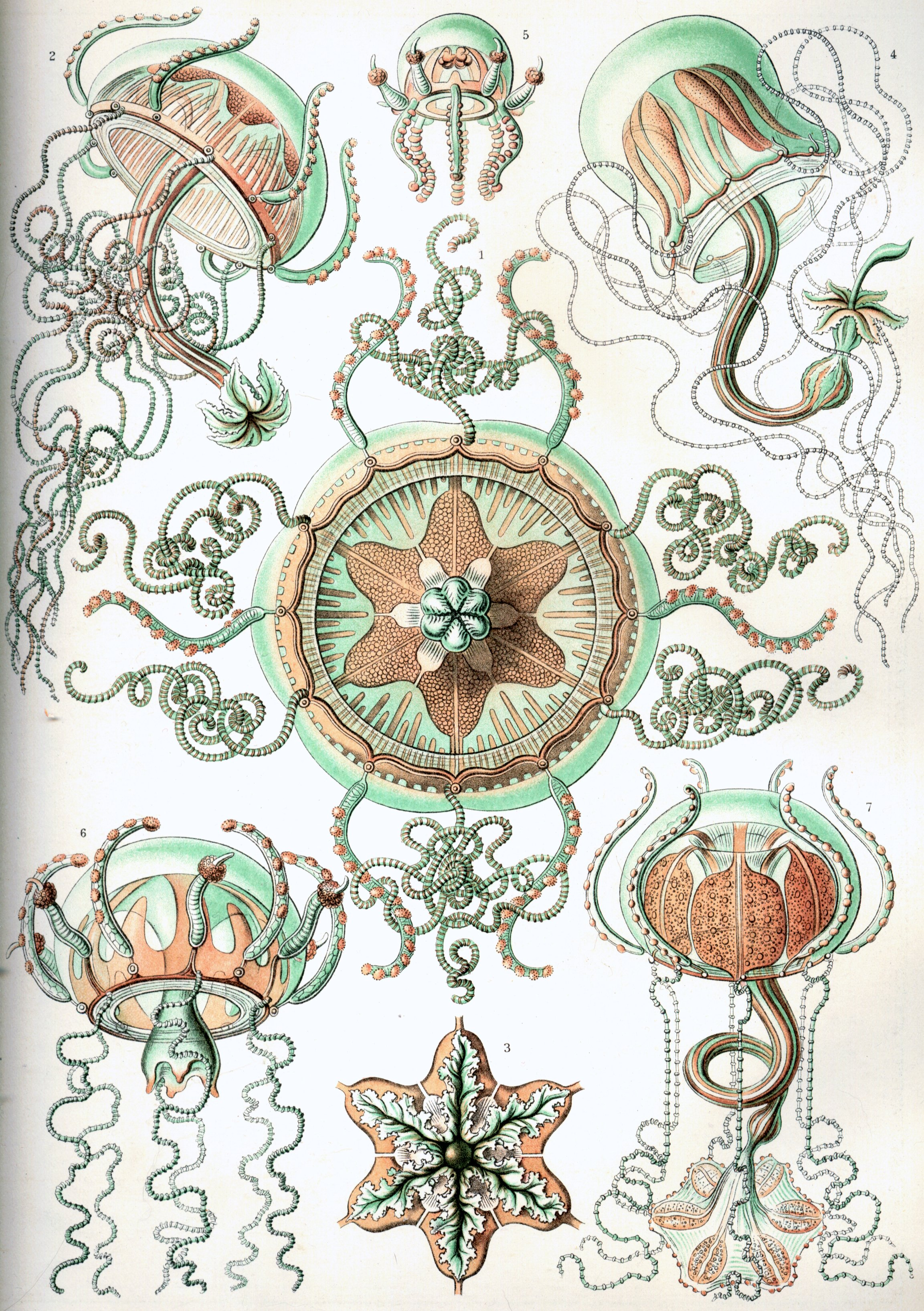
Трахомедузи
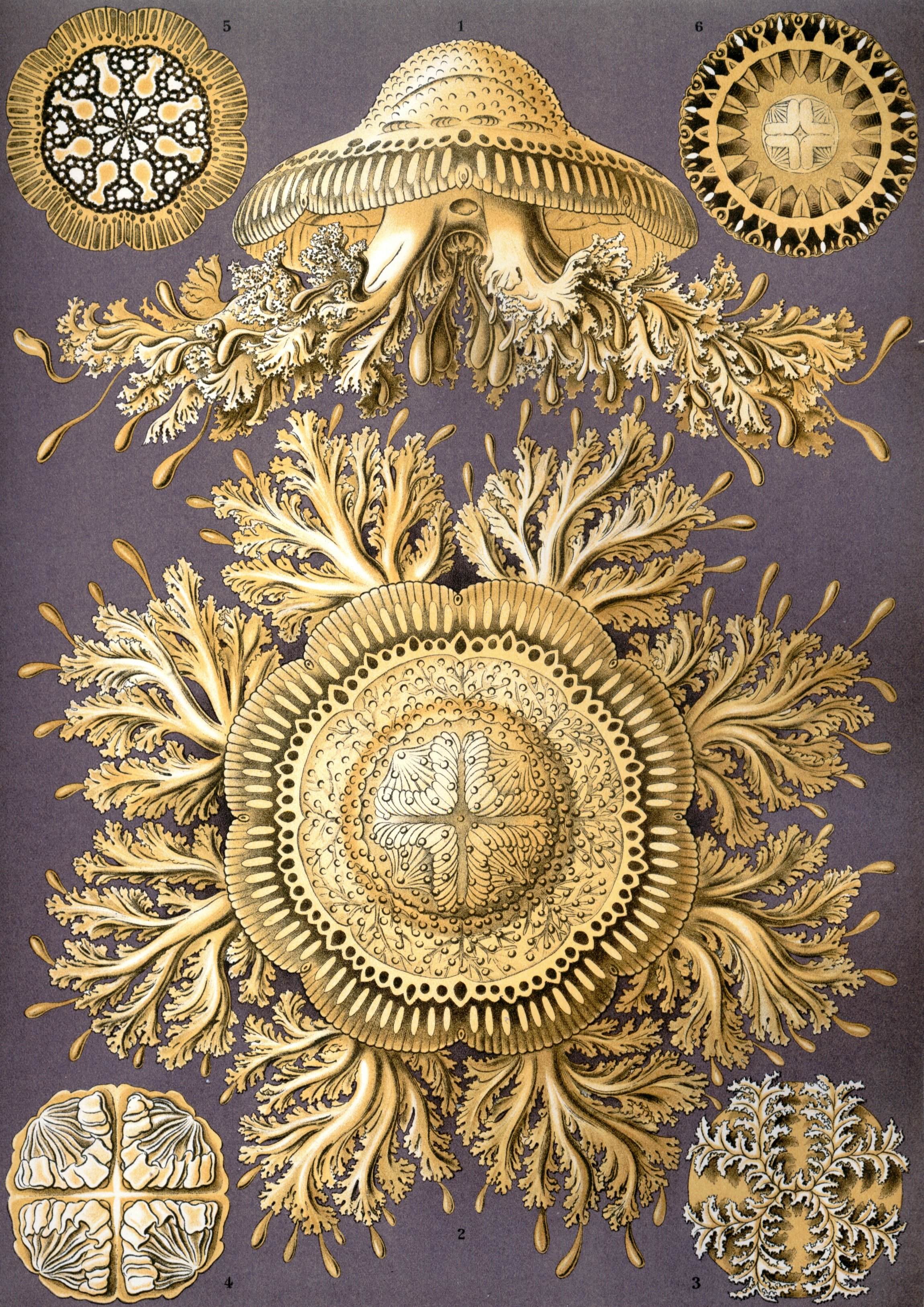
Дискомедузи
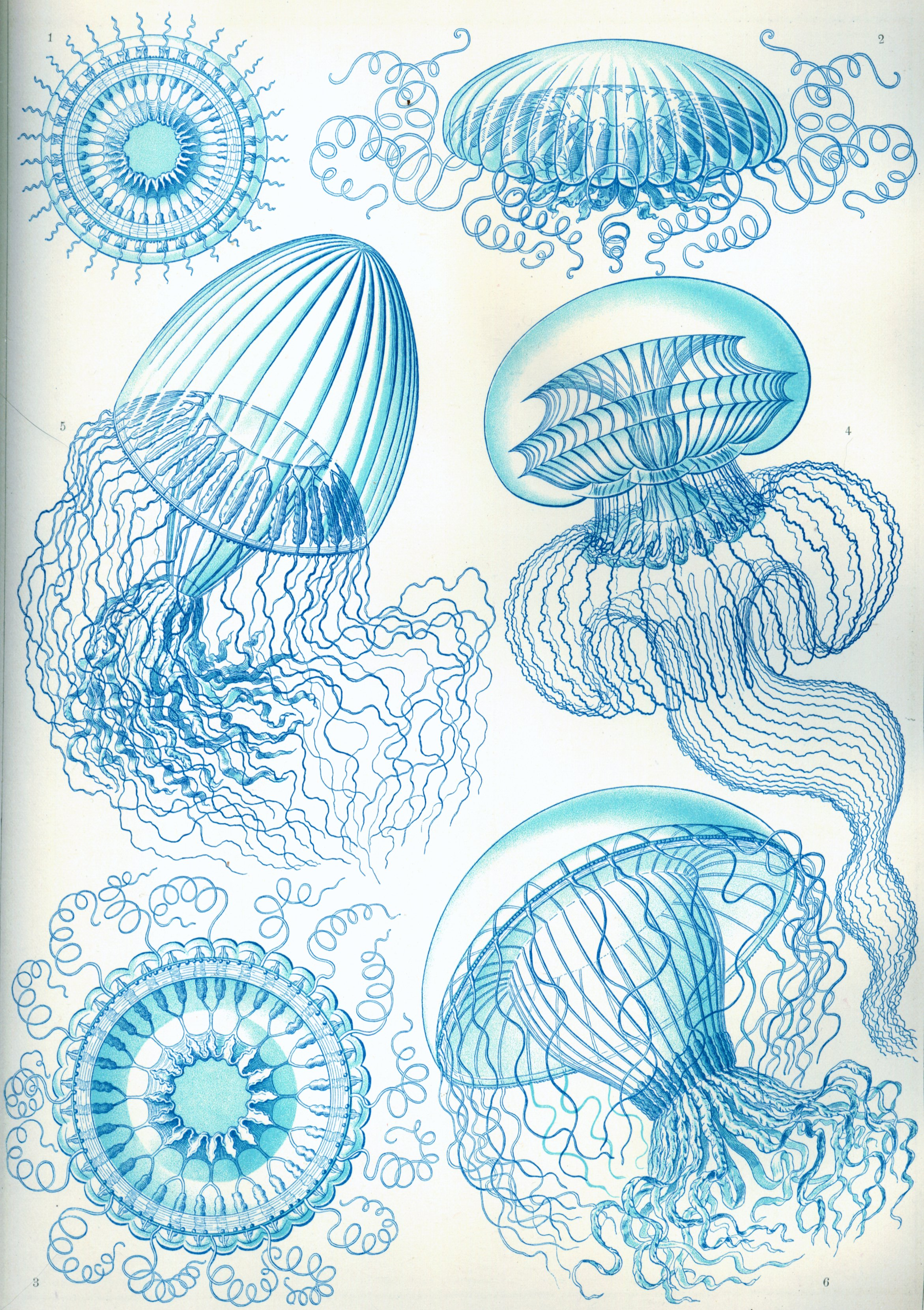
Лептомедузи
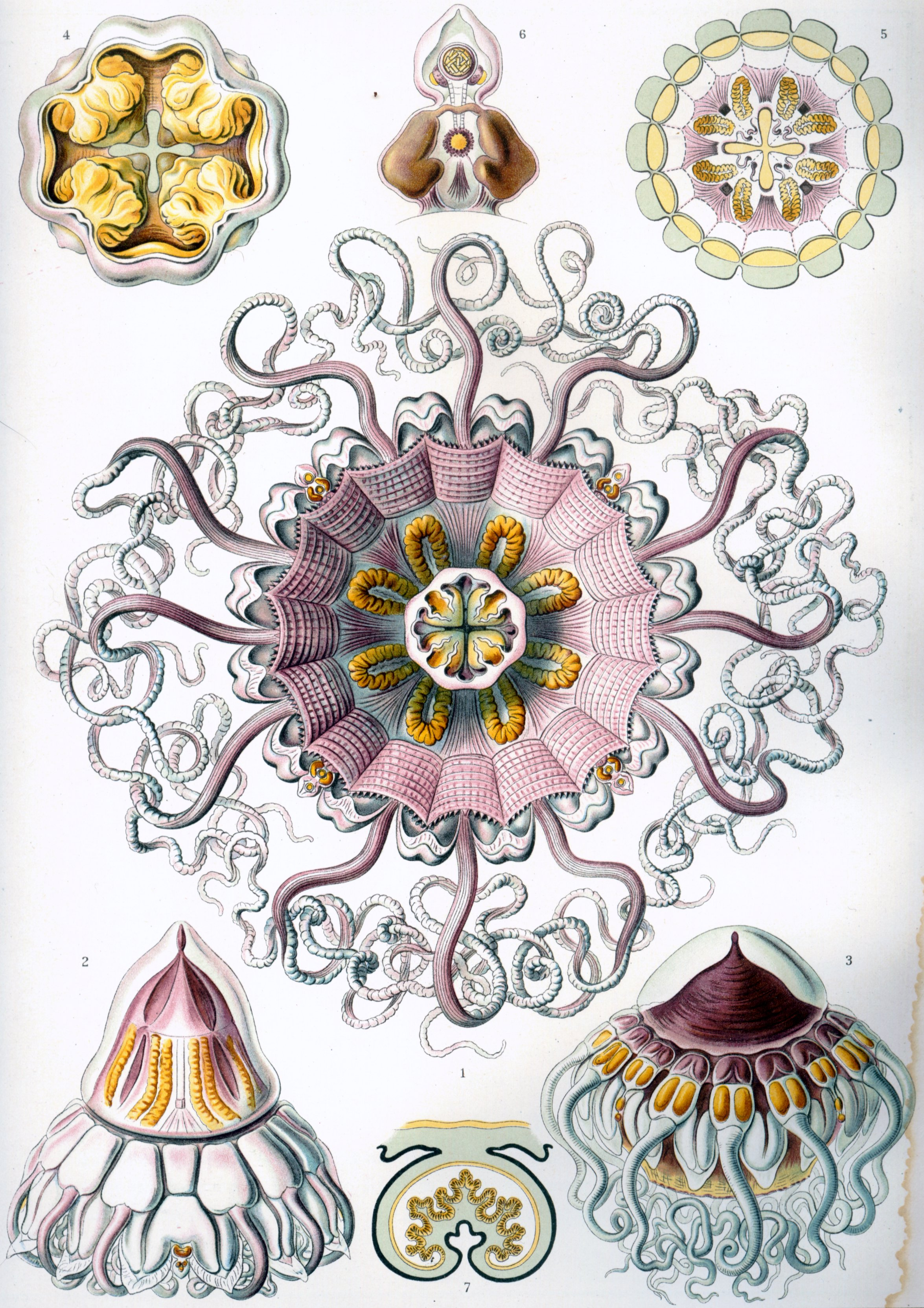
Перомедузи
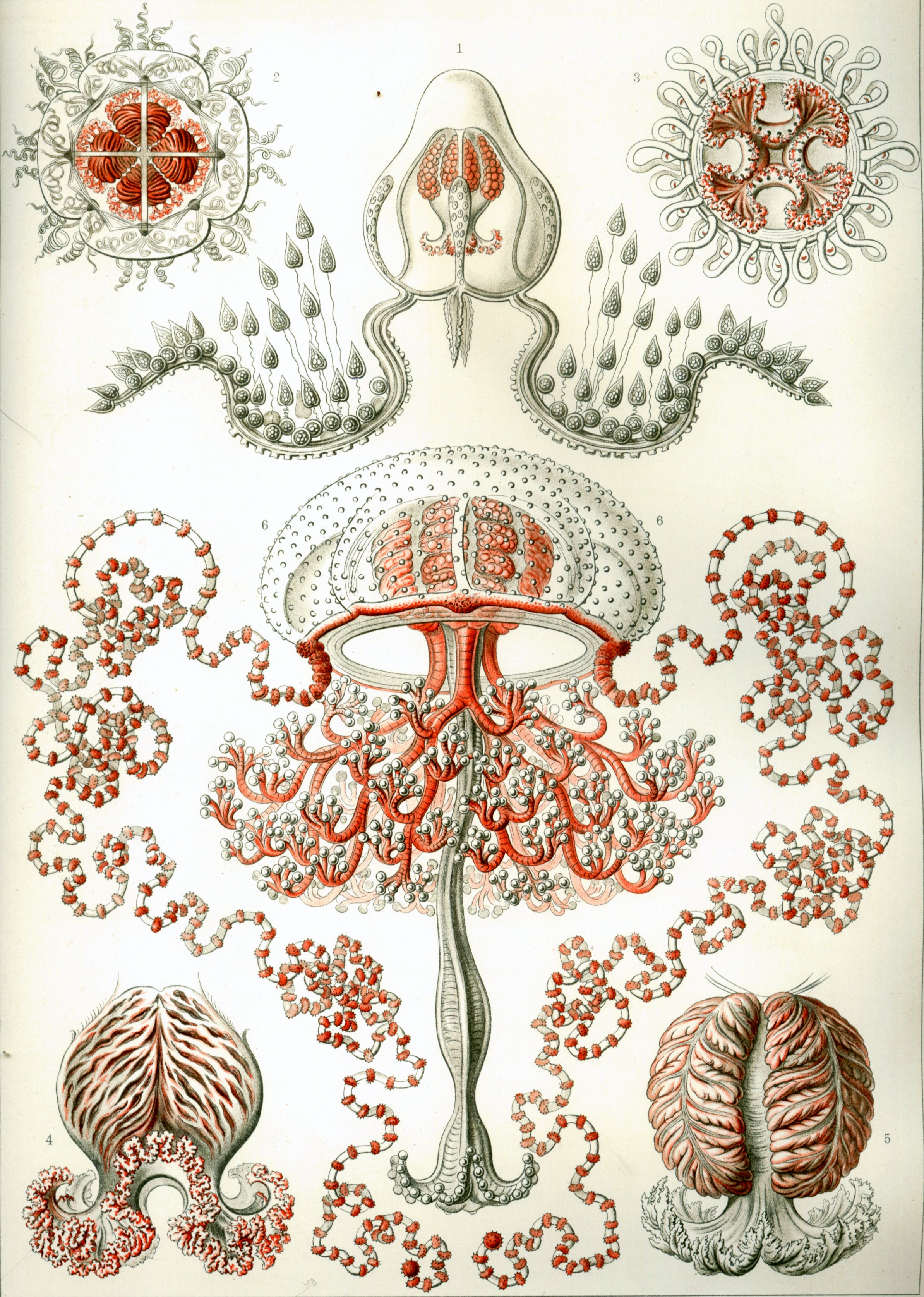
Антомедузи
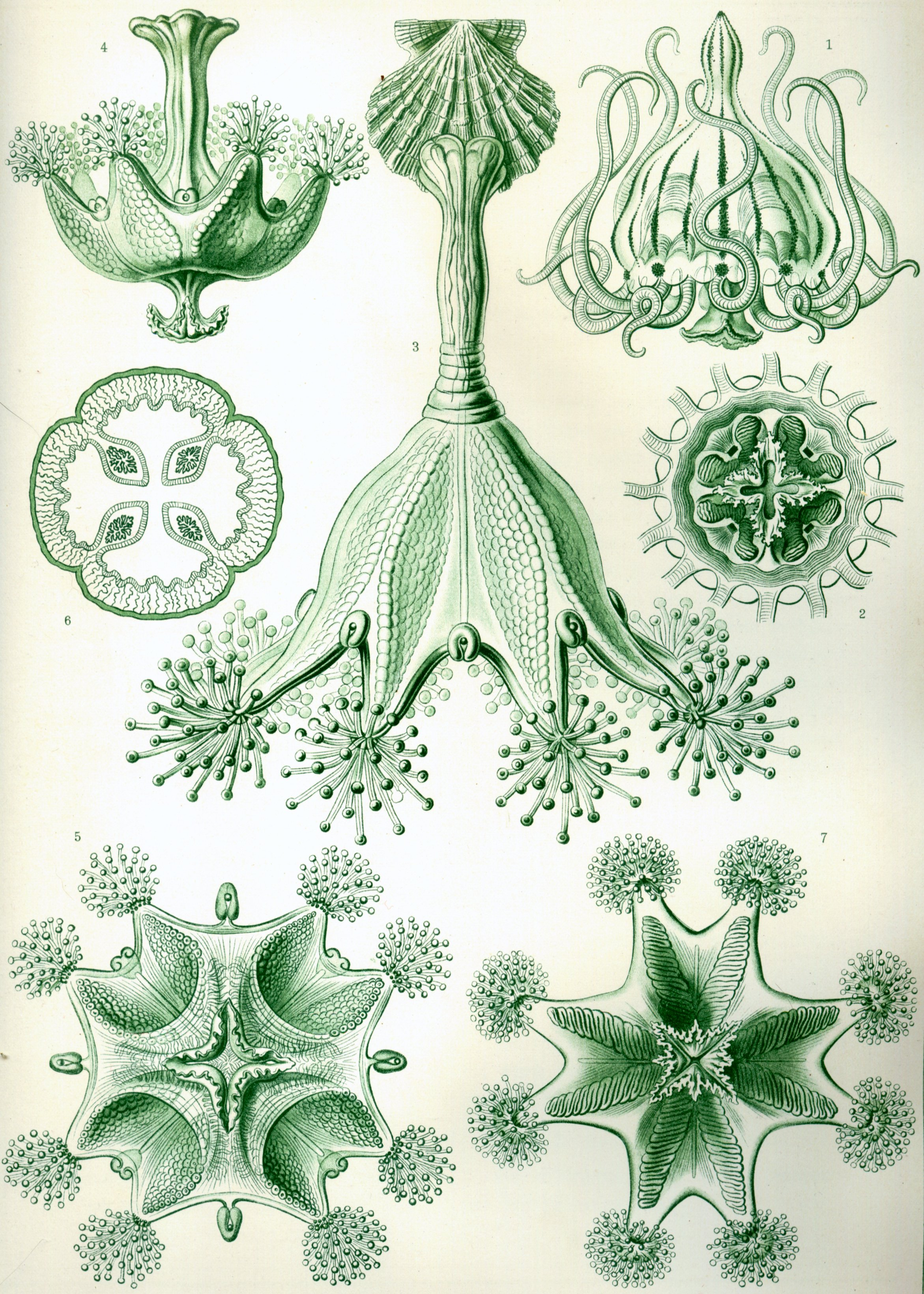
Ставромедузи
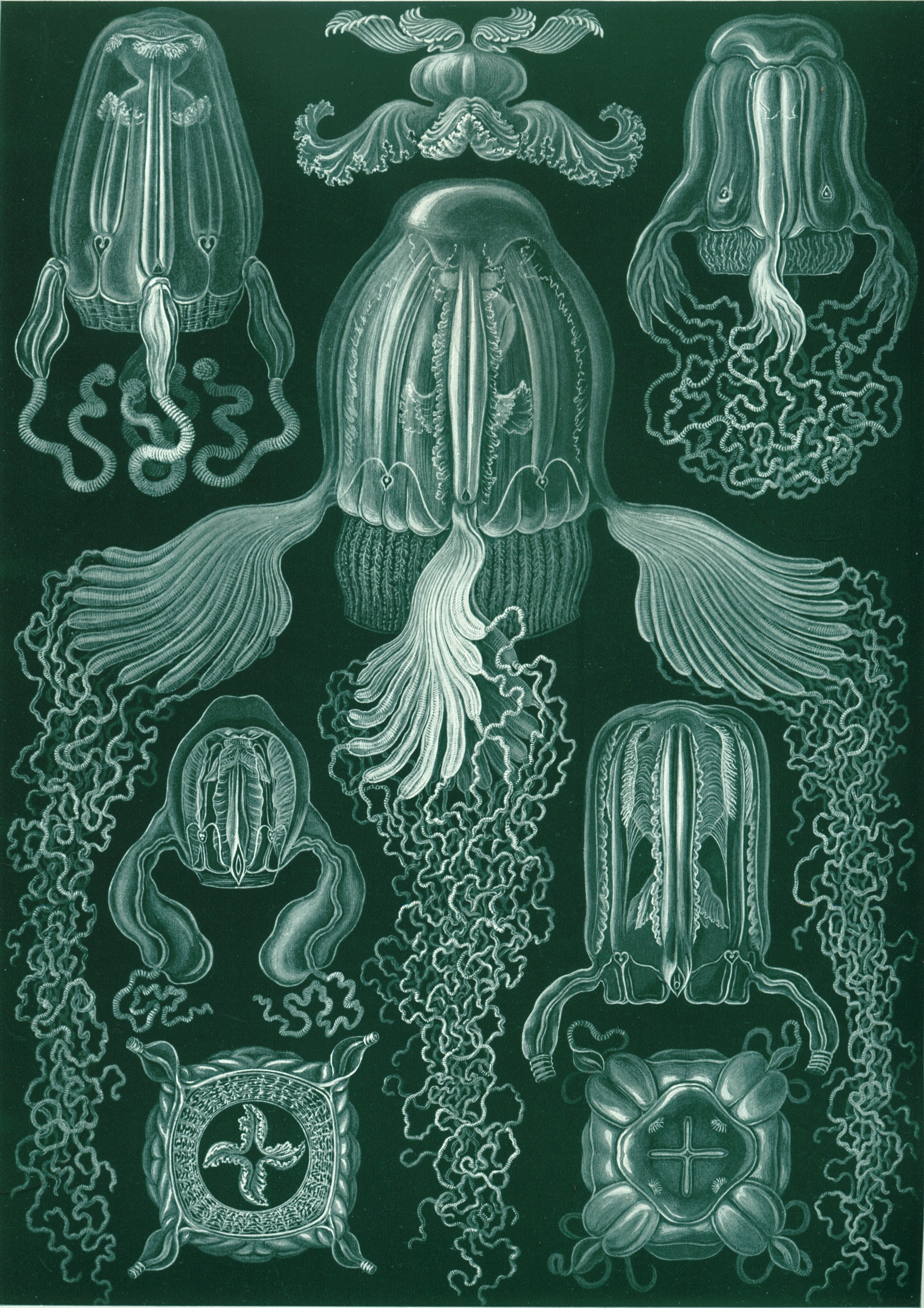
Кубомедузи
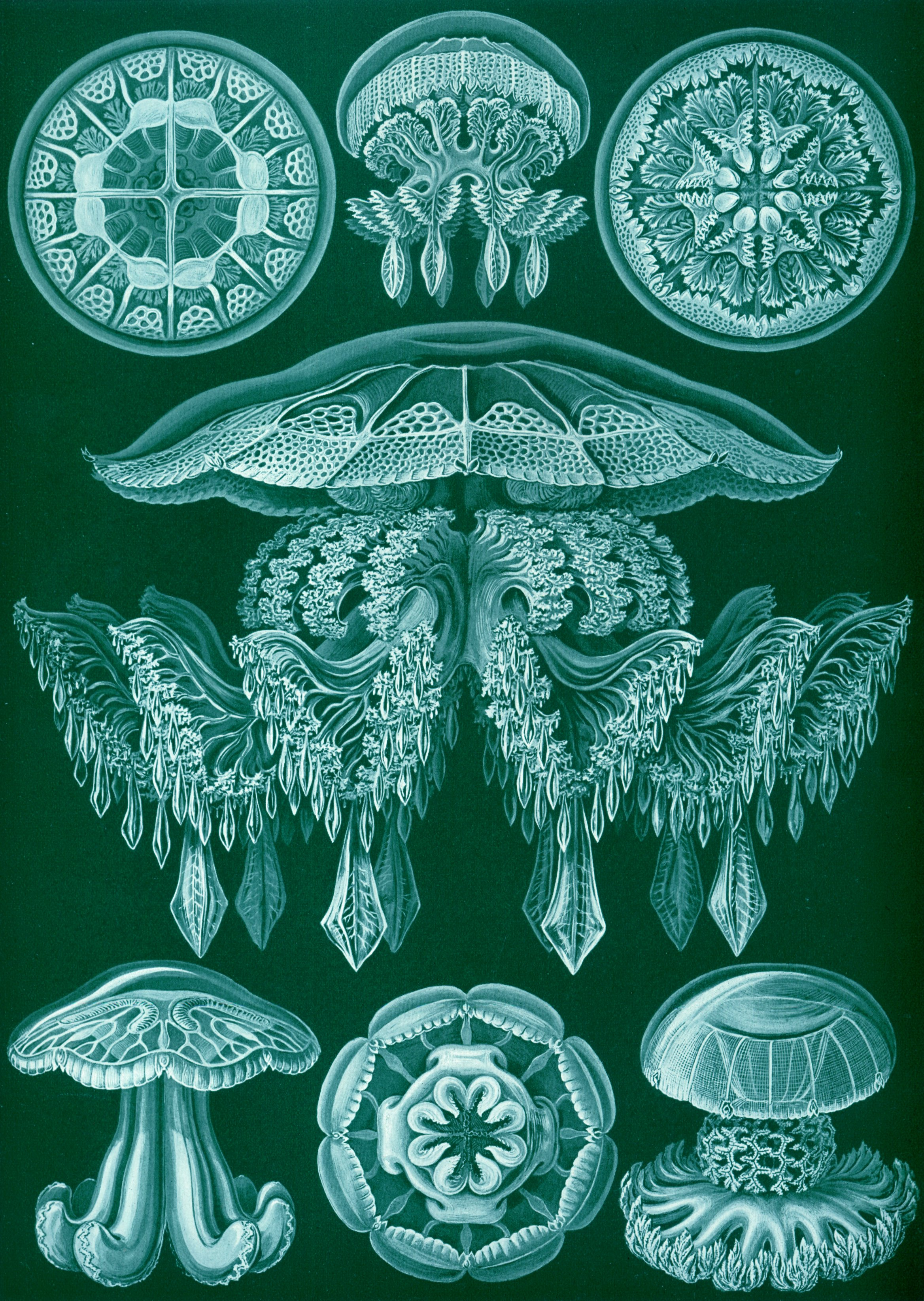
Дискомедузи
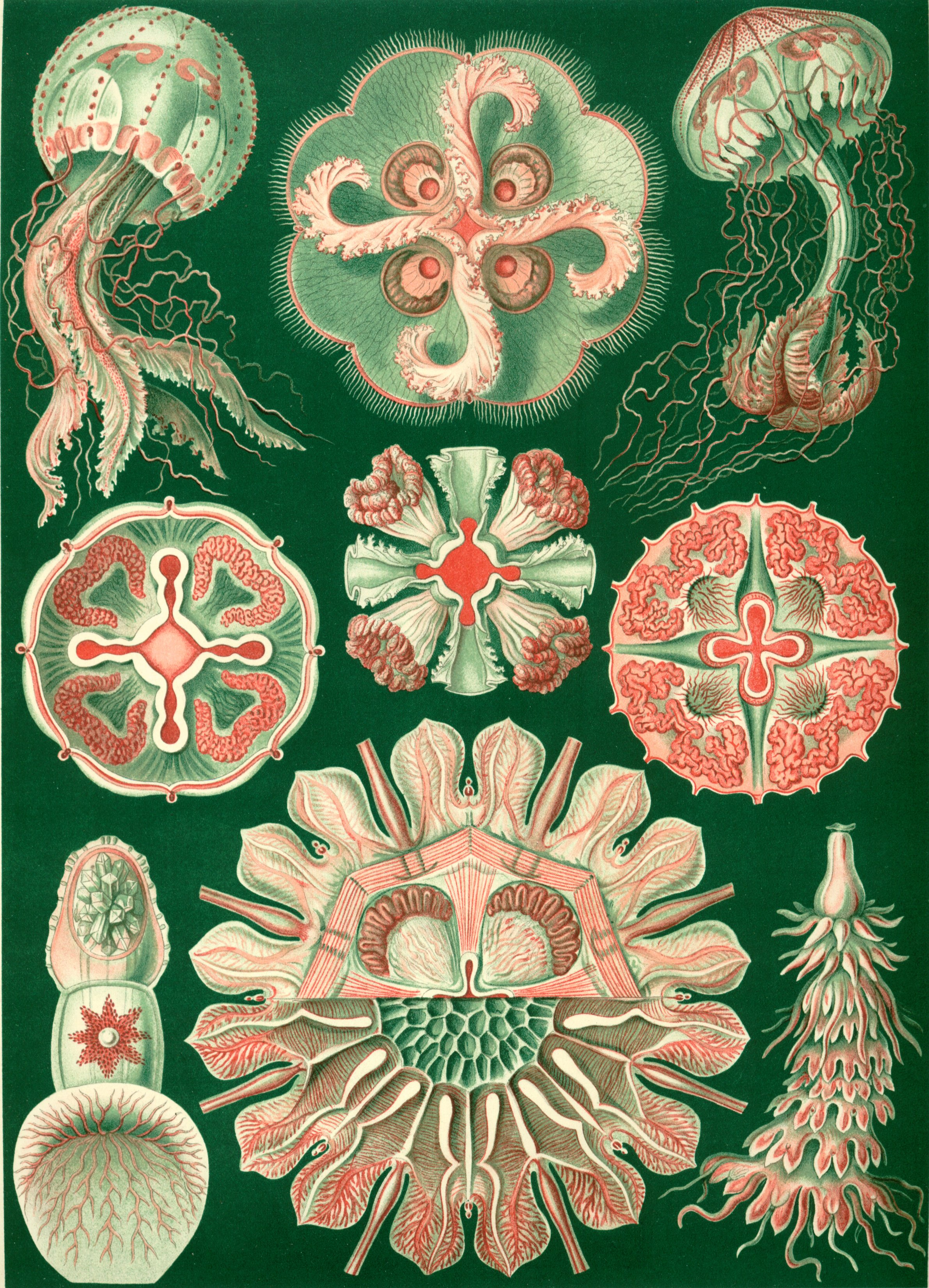
Дискомедузи

## Цікаве
Turritopsis dohrnii — теоретично безсмертна медуза.
В 2024 році, у водах Тихого океану, поблизу островів Огасавара, міжнародною групою дослідників було виявлено новий вид медуз, який отримав назву Santjordia pagesi.
11 серпня 2025 року, згідно повідомлення французького оператора електростанцій Électricité de France (EDF), АЕС «Гравлін» (Франція) була зупинена через нашестя медуз, які засмітили фільтри системи охолодження чотирьох реакторів.